# Quercus atlantica
Quercus atlantica är en bokväxtart som beskrevs av William Willard Ashe. Quercus atlantica ingår i släktet ekar, och familjen bokväxter. Inga underarter finns listade.